# 옹주 (칭호)
옹주(翁主)는 조선시대때 정실이 아닌 후궁의 딸을 이르던 말이다.

## 조선왕조
조선왕조에서는 후궁의 딸을 옹주라 불렀다.

## 류큐국
류큐국에서는 왕녀는 왕자의 딸을 옹주라 불렀다.

## 한나라
서한에서는 옹주 대신 왕주(王主)라 불렀으며, 제후의 딸을 말한다.

## 같이 보기
- 공주
- 공녀 (칭호)